# Aedoeus geniculatus
Aedoeus geniculatus is een keversoort uit de familie boktorren (Cerambycidae). De wetenschappelijke naam van de soort werd in 1880 gepubliceerd door Charles Owen Waterhouse.